# Fredrik Thordendal
Fredrik Thordendal (ur. 11 lutego 1970) – szwedzki muzyk i kompozytor. Wieloletni gitarzysta grupy muzycznej Meshuggah.
Thordendal używa gitar siedmio- i ośmiostrunowych firm Nevborn i Ibanez. Główny instrument muzyka to Ibanez model Custom RG 8-Strings w następującej specyfikacji: korpus wykonany z olchy z trójwarstwowym gryfem wykonanym z klonu (menzura 30" {750mm}), palisandrową podstrunnicą bez oznaczeń na progach, nieruchomym mostkiem, jednym potencjometrem oraz przystawką gitarową Lundgren Model 8. Thordendal stroi swój instrument w następujący sposób: F, B, Es, As, Des, Ges, B, Es. Używa on strun o grubości 0.70 – 0.52 – 0.46 – 0.36 – 0.26 – 0.16 – 0.11 – 0.09.
W 2004 roku muzyk wraz z Mårtenem Hagströmem został sklasyfikowany na 35. miejscu listy 100 najlepszych gitarzystów heavymetalowych wszech czasów według magazynu Guitar World.

## Dyskografia
- Fredrik Thordendal - Sol Niger Within (1997Ultimate Audio Entertainment)
- The Devin Townsend Project - Deconstruction (2011, HevyDevy Records, gościnnie)[5]